# SM UC-65
SM UC-65 – niemiecki podwodny stawiacz min z okresu I wojny światowej, jedna z 64 jednostek typu UC II. Zwodowany 8 lipca 1916 roku w stoczni Blohm & Voss w Hamburgu, został przyjęty do służby w Kaiserliche Marine 10 listopada 1916 roku. W czasie służby operacyjnej w składzie Flotylli Flandria okręt odbył 11 patroli bojowych, w rezultacie których zatonęło 105 statków o łącznej pojemności 116 218 BRT i stawiacz min o wyporności 11 000 ton, a 11 statków o łącznej pojemności 68 516 BRT i niszczyciel o wyporności 850 ton zostało uszkodzonych. SM UC-65 został zatopiony 3 listopada 1917 roku w kanale La Manche, storpedowany przez brytyjski okręt podwodny HMS C15. W wyniku ataku zginęło 22 członków załogi U-Boota, a pięciu trafiło do brytyjskiej niewoli.

## Projekt i budowa
Dokonania pierwszych niemieckich podwodnych stawiaczy min typu UC I, a także zauważone niedostatki tej konstrukcji, skłoniły dowództwo Cesarskiej Marynarki Wojennej z admirałem von Tirpitzem na czele do działań mających na celu budowę nowego, znacznie większego i doskonalszego typu okrętu podwodnego. Opracowany latem 1915 roku projekt okrętu, oznaczonego później jako typ UC II, tworzony był równolegle z projektem przybrzeżnego torpedowego okrętu podwodnego typu UB II. Głównymi zmianami w stosunku do poprzedniej serii były: instalacja wyrzutni torpedowych i działa pokładowego, zwiększenie mocy i niezawodności siłowni oraz wzrost prędkości i zasięgu jednostki kosztem rezygnacji z możliwości łatwego transportu kolejowego (ze względu na powiększone rozmiary).
SM UC-65 zamówiony został 12 stycznia 1916 roku jako jednostka z III serii okrętów typu UC II (numer projektu 41, nadany przez Inspektorat U-Bootów), w ramach wojennego programu rozbudowy floty . Został zbudowany w stoczni Blohm & Voss w Hamburgu jako jeden z dziewięciu okrętów III serii zamówionych w tej wytwórni. UC-65 otrzymał numer stoczniowy 281 (Werk 281)  . Stępkę okrętu położono w 1916 roku , a zwodowany został 8 lipca 1916 roku. Koszt budowy okrętu wyniósł 2 mln 141 tys. marek.

## Dane taktyczno-techniczne
SM UC-65 był średniej wielkości przybrzeżnym okrętem podwodnym o konstrukcji dwukadłubowej. Długość całkowita wynosiła 50,35 metra, szerokość 5,22 metra i zanurzenie 3,64 metra . Wykonany ze stali kadłub sztywny miał 39,3 metra długości i 3,61 metra szerokości, a wysokość (od stępki do szczytu kiosku) wynosiła 7,46 metra . Wyporność w położeniu nawodnym wynosiła 427 ton, a w zanurzeniu 508 ton. Jednostka miała wysoki, ostry dziób przystosowany do przecinania sieci przeciwpodwodnych; do jej wnętrza prowadziły trzy luki: pierwszy przed kioskiem, drugi w kiosku, a ostatni w części rufowej, prowadzący do maszynowni . Cylindryczny kiosk miał średnicę 1,4 metra i wysokość 1,8 metra, obudowany był opływową osłoną . Okręt napędzany był na powierzchni przez dwa 6-cylindrowe, czterosuwowe silniki wysokoprężne MAN S6V26/36 o łącznej mocy 440 kW (600 KM), a pod wodą poruszał się dzięki dwóm silnikom elektrycznym SSW o łącznej mocy 460 kW (620 KM) . Dwa wały napędowe obracały dwie śruby wykonane z brązu manganowego (o średnicy 1,9 metra i skoku 0,9 metra) . Okręt osiągał prędkość 12 węzłów na powierzchni i 7,4 węzła w zanurzeniu . Zasięg wynosił 10 420 Mm przy prędkości 7 węzłów w położeniu nawodnym oraz 52 Mm przy prędkości 4 węzłów pod wodą . Zbiorniki mieściły 56 ton paliwa , a energia elektryczna magazynowana była w dwóch bateriach akumulatorów 26 MAS po 62 ogniwa, zlokalizowanych pod przednim i tylnym pomieszczeniem mieszkalnym załogi. Okręt miał siedem zewnętrznych zbiorników balastowych . Dopuszczalna głębokość zanurzenia wynosiła 50 metrów , a czas wykonania manewru zanurzenia 40 sekund.
Głównym uzbrojeniem okrętu było 18 min kotwicznych typu UC/200 w sześciu skośnych szybach minowych o średnicy 100 cm, usytuowanych w podwyższonej części dziobowej jeden za drugim w osi symetrii okrętu, pod kątem do tyłu (sposób stawiania – „pod siebie”). Układ ten powodował, że miny trzeba było stawiać na zaplanowanej przed rejsem głębokości, gdyż na morzu nie było do nich dostępu, co znacznie zmniejszało skuteczność okrętów. Uzbrojenie uzupełniały dwie zewnętrzne wyrzutnie torped kalibru 500 mm (umiejscowione powyżej linii wodnej na dziobie, po obu stronach szybów minowych), jedna wewnętrzna wyrzutnia torped kal. 500 mm na rufie (z łącznym zapasem 7 torped), oraz umieszczone przed kioskiem działo pokładowe kal. 88 mm L/30, z zapasem amunicji wynoszącym 130 naboi . Okręt wyposażony był w dwa peryskopy Zeissa: wachtowy i bojowy oraz radiostację z podnoszonym masztem o wysokości 10 metrów. Wyposażenie uzupełniała kotwica grzybkowa o masie 272 kg .
Załoga okrętu składała się z 3 oficerów oraz 23 podoficerów i marynarzy.

## Służba

### 1916 rok
10 listopada 1916 roku SM UC-65 został przyjęty do służby w Cesarskiej Marynarce Wojennej. Dowództwo jednostki objął por. mar. (niem. Oberleutnant zur See) Otto Steinbrinck, dowodzący wcześniej U-6, UB-10 i UB-18 .

### 1917 rok
Z dniem 1 lutego 1917 roku, rozkazem szefa sztabu admiralicji niemieckiej z 12 stycznia tego roku, U-Booty należące do czterech flotylli Hochseeflotte, Flotylli Flandria i Flotylli Pola rozpoczęły nieograniczoną wojnę podwodną. Po okresie szkolenia okręt został 3 lutego przydzielony do Flotylli Flandria . W dniach 6–20 lutego U-Boot odbył pierwszy rejs bojowy na wody Kanału Świętego Jerzego, stawiając trzy zagrody minowe. 8 lutego w odległości 10 Mm na zachód od latarni morskiej Trevose Head UC-65 zatrzymał i zatopił zbudowaną w 1874 roku francuską drewnianą brygantynę „Guillaume Tell” o pojemności 148 BRT . Tego dnia identyczny los spotkał brytyjską łódź rybacką „Mary Ann” o pojemności 17 BRT (na pozycji 50°50′N 4°57′W/50,833333 -4,950000) . 10 lutego nieopodal latarni morskiej Bardsey okręt zatrzymał i zatopił za pomocą ładunków wybuchowych zbudowany w 1916 roku brytyjski parowiec „Sallagh” (325 BRT), płynący z ładunkiem węgla z Lydney do Larne (w wyniku ataku na pokładzie statku zginął jeden marynarz)  . Nazajutrz załoga U-Boota zatrzymała i po ewakuacji załóg zatopiła trzy brytyjskie parowce: zbudowany w 1896 roku „Lycia” o pojemności 2715 BRT, przewożący drobnicę z Genui do Liverpoolu (na pozycji 52°12′N 5°27′W/52,200000 -5,450000)  ; pochodzący z 1883 roku „Olivia” (242 BRT), transportujący węgiel z Liverpoolu do Portreath (w odległości 21 Mm na południowy zachód od latarni morskiej Bardsey)   oraz zbudowany w 1890 roku „Voltaire” (409 BRT), przewożący ładunek drobnicy z Llanelli do Liverpoolu (w odległości 25 Mm na północny wschód od Bishops and Clerks nieopodal Ramsey)  . 12 lutego w odległości 7,5 Mm na południowy wschód od latarni morskiej South Bishop UC-65 storpedował zbudowany w 1901 roku brytyjski zbiornikowiec „Pinna” o pojemności 6288 BRT, płynący z Port Arthur z ładunkiem ropy naftowej. Uszkodzony statek wyrzucono na brzeg nieopodal Milford Haven, a w późniejszym czasie został podniesiony i naprawiony . Następnego dnia nieopodal latarni morskiej Smalls okręt zatrzymał i zatopił dwie brytyjskie łodzie rybackie: „Friendship” (37 BRT) i „Zircon” (48 BRT) .
14 lutego U-Boot zatrzymał i po ewakuacji załóg zatopił trzy brytyjskie parowce: zbudowany w 1916 roku „Ferga” o pojemności 791 BRT, przewożący drobnicę ze Swansea do Liverpoolu (na pozycji 50°02′N 5°04′W/50,033333 -5,066667)  ; pochodzący z 1908 roku „Greenland” (1753 BRT), płynący z Fleetwood do Cherbourga (storpedowany w odległości 20 Mm na południowy zachód od latarni morskiej Bardsey, na pozycji 52°30′N 5°05′W/52,500000 -5,083333)   oraz zbudowany w 1902 roku „Margarita” (375 BRT), przewożący ładunek pszenicy z Liverpoolu do Swansea (w odległości 20 Mm na południowy zachód od latarni morskiej Bardsey)  . Tego dnia na postawioną przez U-Boota na południe od Skokholm minę wszedł zbudowany w 1886 roku brytyjski parowiec „Inishowen Head” o pojemności 3050 BRT, płynący pod balastem z Dublina do Saint John (na pozycji 51°40′N 5°15′W/51,666667 -5,250000, zginęła jedna osoba) . Nazajutrz załoga UC-65 zatrzymała i po zejściu załóg zatopiła kolejne dwa brytyjskie parowce: zbudowany w 1911 roku pasażerski „Afton” o pojemności 1156 BRT, przewożący ładunek drobnicy z Bristolu do Belfastu i Glasgow (na pozycji 52°24′N 5°09′W/52,400000 -5,150000)   oraz pochodzący z 1904 roku „Kyanite” (564 BRT), transportujący alkalia z Fleetwood do Bristolu (w odległości 27 Mm na południowy zachód od latarni morskiej Bardsey, na pozycji 52°18′N 4°55′W/52,300000 -4,916667)  .
16 lutego lista osiągnięć wojennych załogi okrętu podwodnego powiększyła się o dwie kolejne pozycje: zbudowany w 1897 roku brytyjski parowiec „Queenswood” o pojemności 2710 BRT, płynący pod balastem z Rouen do Port Talbot, zatrzymany i zatopiony z działa pokładowego w odległości 6 Mm na południowy zachód od latarni morskiej Hartland Point (na pozycji 50°56′N 4°38′W/50,933333 -4,633333, zginęły trzy osoby)   oraz zbudowany w 1896 roku francuski parowiec „Ville De Bayonne” (1301 BRT), transportujący węgiel z Barry do Francji, zatrzymany i zatopiony na tych samych wodach (na pozycji 51°03′N 4°37′W/51,050000 -4,616667, bez ofiar w załodze) . 19 lutego UC-65 zatopił w kanale La Manche sześć wrogich jednostek: zbudowany w 1914 roku brytyjski parowiec „Brigade” (425 BRT), przewożący ładunek krzemienia z Saint-Valery-en-Caux do Weston Point, zatrzymany i zatopiony z działa w odległości 12 Mm na północny zachód od Cayeux-sur-Mer (nikt nie zginął)  ; pochodzący z 1898 roku norweski parowiec „Skrim” (727 BRT), płynący pod balastem z Le Tréport via Bordeaux do Cardiff (w odległości 20 Mm na północny zachód od Le Tréport, bez strat w załodze)  oraz cztery łodzie rybackie – belgijską „Justine Marie” (16 BRT) i francuskie „Alice” (18 BRT), „Saint Louis De Gonzague” (53 BRT) oraz „Violette” (36 BRT) .
W dniach 24 lutego – 2 marca U-Boot odbył drugi wojenny patrol na wody kanału La Manche, stawiając dwie zagrody minowe. 25 lutego okręt zatopił zbudowany w 1900 roku norweski parowiec „Vigda” o pojemności 1851 BRT, transportujący węgiel z Kingston upon Hull do Chantenay (obyło się bez strat w załodze)  oraz francuską żaglową łódź rybacką „Saint Joseph” (42 BRT, także nikt nie zginął) . Następnego dnia ofiarami działań UC-65 stały się kolejne trzy jednostki: zbudowany w 1882 roku brytyjski parowiec „Algiers” o pojemności 2361 BRT, płynący pod balastem z Calais do Barry, który ze stratą ośmiu załogantów zatonął na minie na pozycji 50°35′N 0°40′W/50,583333 -0,666667 ; pochodzący z 1866 roku brytyjski drewniany szkuner „Hannah Croasdell” (151 BRT), który także zatonął na minie w odległości 1 Mm na południe od Skokholm (na pokładzie zginęły cztery osoby wraz z kapitanem)   oraz zbudowany w 1913 roku holenderski żaglowiec „Alberdina” o pojemności 134 BRT, płynący pod balastem z Hawru do Teignmouth, zatrzymany i po ewakuacji załogi zatopiony w odległości 35 Mm na północny wschód od Alderney . 27 lutego załoga U-Boota zatrzymała i zatopiła w pobliżu latarni morskiej Needles zbudowany w 1899 roku francuski żaglowiec „Brunette” (104 BRT, nikt nie zginął) . Tego dnia na pozycji 50°33′N 0°39′W/50,550000 -0,650000 na postawionej przez okręt podwodny minie zatonął ze stratą 12 członków załogi zbudowany w 1907 roku brytyjski uzbrojony trawler HMT „Evadne” (189 BRT) . Nazajutrz nieopodal Étretat UC-65 zatrzymał i zatopił po zdjęciu załogi zbudowany w 1912 roku francuski drewniany szkuner „Marie Joseph” o pojemności 192 BRT, płynący pod balastem z Fécamp do Cardiff (na pozycji 49°44′N 0°11′E/49,733333 0,183333) . W tym samym dniu w odległości 10 Mm na północny zachód od Hawru okręt zatopił też zbudowany w 1908 roku norweski parowiec „Sjøstad” o pojemności 1155 BRT, transportujący węgiel z Newport do Fécamp (na pokładzie śmierć poniosło dziewięć osób) .
1 marca w kanale La Manche UC-65 rozgromił międzynarodową flotyllę rybacką, zatapiając 12 i uszkadzając jedną jednostkę . Zatopione zostały: francuskie „Germaine” (24 BRT), „Bout De Zan” (13 BRT), „Elise II” (48 BRT), „General Radiguet” (24 BRT), „Homocea” (58 BRT), „Joseph Adolphine” (21 BRT), „Notre Dame De Lourdes” (47 BRT), „Reine des Anges” (47 BRT), „Saint Joseph” (20 BRT), „Sainte Famille” (25 BRT) i „Seigneur” (53 BRT) oraz belgijski „Diamond Cross” (29 BRT), a uszkodzony został brytyjski „Sarus” . Zniszczony ogniem artyleryjskim został też w pobliżu Le Tréport zbudowany w 1894 roku francuski parowiec „Elorn” o pojemności 603 BRT, płynący z Saint-Malo do Dunkierki (na pozycji 50°11′N 1°24′E/50,183333 1,400000) . Tego dnia na postawione przez U-Boota miny wpłynęły dwie duże brytyjskie jednostki: zbudowany w 1913 roku parowiec pasażerski „Drina” o pojemności 11 483 BRT, płynący z ładunkiem drobnicy i pasażerami z Buenos Aires do Liverpool, który zatonął w odległości 2 Mm na zachód od Skokholm (na pozycji 51°41′N 5°20′W/51,683333 -5,333333; na pokładzie śmierć poniosło 15 osób)  oraz zbudowany w 1900 roku statek szpitalny HMHS „Glenart Castle” (6824 BRT), który jedynie doznał uszkodzeń na postawionej 25 lutego przez UC-65 w kanale La Manche minie (obyło się bez strat w ludziach) .
Trzeci rejs bojowy UC-65 trwał od 18 marca do 1 kwietnia, a w jego trakcie okręt postawił pięć zagród minowych w kanale La Manche. 24 marca U-Boot zatopił pięć wrogich statków: zbudowany w 1902 roku francuski szkuner „Bruyere” o pojemności 100 BRT, płynący pod balastem z Maryport do Blaye, zatrzymany i po ewakuacji załogi zatopiony w odległości 10 Mm na południowy zachód od latarni morskiej South Stack (na pozycji 53°20′N 5°10′W/53,333333 -5,166667) ; pochodzący z 1908 roku brytyjski parowiec „Ennistown” (689 BRT), płynący pod balastem z Dublina do Cardiff, zatrzymany i zatopiony za pomocą ładunków wybuchowych po zejściu załogi w Kanale Świętego Jerzego  ; zbudowany w 1915 roku brytyjski parowiec „Fairearn” (592 BRT), płynący z ładunkiem węgla z Garston do Cork, zatrzymany i zatopiony za pomocą ładunków wybuchowych po ewakuacji załogi w odległości 16 Mm na północny zachód od latarni morskiej South Stack  ; zbudowany w 1871 roku brytyjski drewniany szkuner „Howe” o pojemności 175 BRT, transportujący węgiel z Garston do Cork, zatrzymany i zatopiony za pomocą ładunków wybuchowych po zejściu załogi w Kanale Świętego Jerzego   oraz zbudowany w 1891 roku norweski parowiec „Korsnaes” (732 BRT), płynący pod balastem z Saint-Malo do Liverpoolu, zatopiony w odległości 3 Mm na południowy zachód od latarni morskiej Bardsey (nikt nie zginął) . Następnego dnia UC-65 zatopił kolejne cztery jednostki: zbudowany w 1913 roku uzbrojony brytyjski parowiec „Adenwen” o pojemności 3798 BRT, płynący z ładunkiem cukru z Cienfuegos via Queenstown do Liverpoolu, storpedowany bez ostrzeżenia na pozycji 52°36′N 5°37′W/52,600000 -5,616667 (śmierć na pokładzie poniosło 10 osób)  ; pochodzący z 1862 roku brytyjski drewniany bark „Brandon” (130 BRT), płynący z ładunkiem łupków z Porthmadog do Waterford, zatrzymany i zatopiony po ewakuacji załogi u wybrzeży Dublinu (łódź z czterema członkami załogi nie została nigdy odnaleziona)  ; zbudowany w 1909 roku francuski drewniany szkuner „Fringante” o pojemności 124 BRT, przewożący węgiel z Troon do Tréguier, zatrzymany i zatopiony po zejściu załogi u wybrzeży Dublinu  oraz pochodzący z 1893 roku grecki parowiec „Poseidon” (2589 BRT), przewożący rudę żelaza z Saint-Pierre-en-Port do Barrow-in-Furness (na pozycji 52°27′N 5°12′W/52,450000 -5,200000) . 27 marca na postawioną przez U-Boota w Zatoce Liverpoolskiej minę wszedł brytyjski parowiec „Kelvinhead” o pojemności 3063 BRT, przewożący drobnicę z Firth of Clyde przez Liverpool do Buenos Aires. Zbudowany w 1905 roku statek zatonął bez strat w załodze  .
28 marca załoga operującego w Kanale Świętego Jerzego UC-65 dopisała do listy wojennych osiągnięć kolejne pozycje: zbudowany w 1914 roku brytyjski parowiec „Ardglass” o pojemności 778 BRT, transportujący stal z Port Talbot do Belfastu, zatrzymany i zatopiony za pomocą ładunków wybuchowych po ewakuacji załogi na pozycji 52°41′N 5°51′W/52,683333 -5,850000  ; pochodzący z 1909 roku norweski parowiec „Dagali” (742 BRT), płynący pod balastem z Hennebont do Glasgow (nikt nie zginął) ; zbudowany w 1882 roku brytyjski drewniany szkuner „Harvest Home” o pojemności 103 BRT, transportujący drewno z Wexford do Garston, zatrzymany i zatopiony po ewakuacji załogi za pomocą działa pokładowego  ; pochodzący z 1902 roku rosyjski drewniany szkuner „Laima” (148 BRT), płynący pod balastem z Galway do Glasson Dock ; zbudowany w 1906 roku uzbrojony brytyjski parowiec „Snowdon Range” o pojemności 4662 BRT, przewożący materiały wybuchowe i drobnicę z Filadelfii do Liverpoolu, storpedowany bez ostrzeżenia i zatopiony na pozycji 52°36′N 5°34′W/52,600000 -5,566667 (na pokładzie śmierć poniosło czterech marynarzy)  ; pochodzący z 1907 roku brytyjski parowiec „Wychwood” o pojemności 1985 BRT, przewożący ładunek węgla z Barry do Scapa Flow, storpedowany bez ostrzeżenia i zatopiony na pozycji 52°40′N 5°55′W/52,666667 -5,916667 (zginęło trzech załogantów)   oraz zbudowany w 1893 roku brytyjski latarniowiec „Guillemot” („South Arklow Light Vessel”), opanowany i zatopiony za pomocą ładunków wybuchowych po ewakuacji załogi u wybrzeży Waterford  . 30 marca UC-65 w odległości 30 Mm na południowy zachód od Lizard Point wziął udział w pojedynku artyleryjskim z brytyjskim statkiem-pułapką „Peveril” (Q36) o pojemności 1459 BRT, uszkadzając wrogą jednostkę (w wyniku ostrzału zginęło na niej dziewięć osób) .
6 kwietnia na postawionej przez U-Boota w kanale La Manche minie zatonął zbudowany w 1884 roku norweski parowiec „Thelma” o pojemności 1350 BRT, przewożący węgiel z Newcastle upon Tyne do Rouen (na pokładzie śmierć poniosła jedna osoba) . 7 kwietnia Zatoce Liverpoolskiej na minę wszedł także zbudowany w 1908 roku brytyjski parowiec pasażerski „Lapland” o pojemności 18 565 BRT, płynący z ładunkiem drobnicy na trasie Nowy Jork – Liverpool. Statek został uszkodzony, a na jego pokładzie zginęło dwóch załogantów) . Dwa dni później na tych samych wodach uszkodzeń na minie doznał zbudowany w 1888 roku amerykański parowiec pasażerski „New York” o pojemności 10 798 BRT, przewożący drobnicę z Nowego Jorku do Liverpoolu (nikt nie zginął) .
26 kwietnia dowodzący okrętem por. mar. Otto Steinbrinck został awansowany na stopień kpt. mar. (niem. Kapitänleutnant) . Tego dnia lista jego wojennych osiągnięć powiększyła się o kolejne trzy pozycje: zbudowany w 1873 roku brytyjski żaglowiec „Agnes Cairns” o pojemności 146 BRT, transportujący węgiel z Portsmouth na Guernsey, zatrzymany i zatopiony za pomocą ładunków wybuchowych po ewakuacji załogi w odległości 8 Mm na północny wschód od Alderney  ; pochodzący z 1892 roku brytyjski kecz z napędem motorowym „Athole” (150 BRT), płynący pod balastem z Hawru do Shoreham-by-Sea, zatrzymany i po zejściu załogi zatopiony z działa pokładowego   oraz zbudowany w 1899 roku francuski żaglowiec „Bretagne Et Vendee” o pojemności 79 BRT, zatopiony w pobliżu Alderney (na pozycji 49°51′N 2°04′W/49,850000 -2,066667) . Nazajutrz w odległości 60 Mm na zachód od Scilly okręt zatrzymał i po ewakuacji załogi zatopił za pomocą ładunków wybuchowych zbudowany w 1890 roku brytyjski czteromasztowy bark ze stalowym kadłubem „Burrowa” o pojemności 2902 BRT, płynący pod balastem z Bordeaux do Newport  . 28 kwietnia w Kanale Świętego Jerzego UC-65 zatopił zbudowany w 1907 roku hiszpański parowiec „Alu Mendi” (2104 BRT), transportujący rudę żelaza z Sagunto do Glasgow .
1 maja U-Boot zatopił kolejne trzy jednostki: zbudowany w 1904 roku brytyjski parowiec „Helen” (322 BRT), przewożący węgiel z Garston do Bangor, zatrzymany i zatopiony za pomocą ładunków wybuchowych po ewakuacji załogi u wybrzeży Wigtownshire  ; zbudowany w 1891 roku norweski bark ze stalowym kadłubem „Ivrig” o pojemności 1197 BRT, płynący pod balastem z Dublina do Newport News oraz pochodzący z 1878 roku brytyjski drewniany szkuner „W.D. Potts” (112 BRT), płynący z ładunkiem gliny z Falmouth do Glasgow, zatrzymane i po zejściu załóg zatopione z działa pokładowego w odległości 10 Mm na południowy zachód od Portpatrick  . Następnego dnia łupem załogi UC-65 padło kolejnych siedem statków: zbudowany w 1892 roku brytyjski parowiec „Amber” (401 BRT), przewożący węgiel z Troon do Waterford, zatrzymany i zatopiony za pomocą ładunków wybuchowych po ewakuacji załogi u wybrzeży Down  ; pochodzący z 1905 roku brytyjski parowiec „Derrymore” (485 BRT), płynący pod balastem z Dublina do Troon, zatrzymany i po zejściu załogi zatopiony za pomocą ładunków wybuchowych na tych samych wodach  ; zbudowany w 1900 roku brytyjski parowiec „Dora” (296 BRT), płynący pod balastem z Belfastu do Liverpoolu, zatrzymany i zatopiony za pomocą ładunków wybuchowych po ewakuacji załogi u wybrzeży Wigtownshire  ; pochodzący z 1884 roku brytyjski drewniany trójmasztowy szkuner „Earnest” (111 BRT), płynący z ładunkiem węgla z Ardrossan do Dublina, zatrzymany i po zejściu załogi zatopiony za pomocą ładunków wybuchowych na tych samych wodach  ; zbudowany w 1894 roku brytyjski parowiec „Morion” (299 BRT), płynący na trasie Dublin – Carnlough (Antrim), zatrzymany i po ewakuacji załogi zatopiony za pomocą ładunków wybuchowych u wybrzeży Wigtownshire  ; pochodzący z 1907 roku brytyjski parowiec „Saint Mungo” (402 BRT), transportujący węgiel z Troon do Dublina, zatrzymany i po zejściu załogi zatopiony za pomocą ładunków wybuchowych na tych samych wodach   oraz zbudowany w 1895 roku japoński parowiec „Taizan Maru” o pojemności 3527 BRT, przewożący rudę żelaza z Kartageny do Ardrossan, zatopiony bez strat w załodze u wybrzeży Wigtownshire (na pozycji 54°28′N 5°20′W/54,466667 -5,333333) . 4 maja u wybrzeży Wexford U-Boot storpedował bez ostrzeżenia zbudowany w 1902 roku uzbrojony brytyjski parowiec „Pilar De Larrinaga” o pojemności 4136 BRT, płynący z ładunkiem drobnicy na trasie Galveston – Manchester. Na statku, który zatonął na pozycji 52°10′N 6°08′W/52,166667 -6,133333, śmierć poniosło 20 członków załogi, w tym kapitan  . Tego dnia okręt zatopił jeszcze trzy niewielkie brytyjskie jednostki: żaglowiec „New Design No. 2” (66 BRT) oraz łodzie rybackie „Strumble” (45 BRT) i „Victorious” (39 BRT) . 7 maja w odległości 8 Mm na południowy zachód od latarni morskiej Bardsey UC-65 zatrzymał i po zejściu załogi zatopił za pomocą ładunków wybuchowych zbudowany w 1894 roku brytyjski drewniany szkuner „Maude” o pojemności 93 BRT, transportujący glinę z Padstow do Manchesteru  . Następnego dnia w pobliżu latarni morskiej Trevose Head U-Boot storpedował zbudowany w 1915 roku brytyjski zbiornikowiec „San Patricio” o pojemności 9712 BRT, przewożący ropę naftową z Coatzacoalcos do Sheerness, jednak statek został jedynie uszkodzony i obyło się bez strat w ludziach . 22 maja w pobliżu wyspy Bute na postawioną przez okręt podwodny minę wszedł zbudowany w 1914 roku brytyjski uzbrojony trawler HMT „Merse” (296 BRT), eskortujący płynący z Clydebank do Liverpoolu pancernik HMS „Ramillies”. Okręt zatonął wraz z całą, liczącą 17 osób załogą .
17 czerwca na postawione przez UC-65 w pobliżu Boulogne-sur-Mer miny weszły dwa brytyjskie okręty: zbudowany w 1907 roku uzbrojony trawler HMT „Fraser” (310 BRT), który zatonął ze stratą 12 załogantów  oraz niszczyciel HMS „Tartar” (850 ton), który został uszkodzony, a na jego pokładzie śmierć poniosło 45 marynarzy . Następnego dnia nieopodal Ouessant U-Boot zatopił w ataku torpedowym zbudowany w 1888 roku duński parowiec „Vaering” o pojemności 2157 BRT, transportujący drewno z Bordeaux do Barry (śmierć na pokładzie poniósł jeden marynarz)  oraz pochodzący z 1875 roku brytyjski drewniany kecz „Gauntlet” (58 BRT), płynący pod balastem z Saint-Malo do Par, zatrzymany i po zejściu załogi zatopiony za pomocą ładunków wybuchowych w odległości 30 Mm na północny zachód od latarni morskiej Les Hanois  . 19 czerwca w pobliżu Ouessant okręt stoczył trwający dwie godziny pojedynek artyleryjski ze zbudowanym w 1901 roku uzbrojonym brytyjskim parowcem „Morinier” o pojemności 3804 BRT, który mimo doznanych uszkodzeń nie został zatopiony i oddalił się korzystając z nadchodzących ciemności . 20 czerwca UC-65 stoczył nierozstrzygniętą walkę ze statkiem-pułapką „Mitchell”. 24 czerwca U-Boot u wybrzeży Lège-Cap-Ferret zatopił cztery parowce: zbudowany w 1890 roku grecki „Aghia Paraskevi” o pojemności 2795 BRT, przewożący rudę z Bougie do Cardiff ; pochodzący z 1893 roku grecki „Constantinos” (3014 BRT), transportujący rudę z Bone do Glasgow (nikt nie zginął) ; zbudowany w 1903 roku grecki „Taigetos” o pojemności 2961 BRT (bez strat w ludziach)  oraz pochodzący z 1889 roku norweski „Kong Haakon” (2231 BRT), transportujący rudę z Águilas do Ardrossan (na pokładzie śmierć poniosło 19 osób) . Nazajutrz okręt nieopodal Saint-Julien-en-Born zatopił w ataku torpedowym płynący w liczącym 11 statków konwoju zbudowany w 1905 roku grecki parowiec „Petritzis” o pojemności 3692 BRT, przewożący ładunek rudy z Saint-Jean-de-Luz do Newcastle upon Tyne . 28 czerwca w odległości 46 Mm na południe od Start Point UC-65 zatrzymał i po ewakuacji załogi zatopił za pomocą ładunków wybuchowych zbudowany w 1874 roku brytyjski drewniany szkuner „Lizzie Ellen” o pojemności 114 BRT, przewożący złom żelazny z Jersey do Newport  .
20 lipca w odległości 15 Mm na południowy zachód od latarni morskiej Portland Bill okręt podwodny storpedował i zatopił zbudowany w 1911 roku brytyjski parowiec „Fluent” (3660 BRT), przewożący stal i owies z Nowego Jorku do Londynu (na pozycji 50°26′N 1°52′W/50,433333 -1,866667, bez strat w ludziach) . 25 lipca UC-65 wyszedł z Zeebrugge na kolejny patrol na wody kanału La Manche i w nocy z 25 na 26 lipca pokonał Cieśninę Kaletańską. Tuż przed 16:00 nieopodal Beachy Head dowódca wykrył przez peryskop czterokominowy krążownik, eskortowany przez trzy niszczyciele. O godzinie 16:22 z odległości 1000 metrów U-Boot wystrzelił w kierunku wroga celną torpedę, po której cel zatrzymał się z dużym przechyłem. Około 17:20 wystrzelono drugą torpedę, która spowodowała zatonięcie stawiacza min (przebudowanego krążownika pancernopokładowego) HMS „Ariadne” o wyporności 11 000 ton . Na pokładzie brytyjskiego okrętu śmierć poniosło 38 osób . 27 lipca okręt storpedował bez ostrzeżenia zbudowany w 1896 roku uzbrojony brytyjski parowiec pasażerski „Candia” (6482 BRT), transportujący zboże i drobnicę z Sydney do Londynu. Statek zatonął ze stratą jednego członka załogi na pozycji 50°32′N 0°26′W/50,533333 -0,433333  . Tego dnia UC-65 storpedował na tych samych wodach jeszcze zbudowany w 1890 roku brytyjski parowiec „Bellagio” o pojemności 3919 BRT, płynący pod balastem z Londynu do Barry, jednak statek udało się uratować poprzez sztrandowanie (w wyniku ataku zginęła jedna osoba) . Następnego dnia w odległości 12 Mm na południowy zachód od Dungeness załoga U-Boota zatopiła nowy, zbudowany w 1917 roku francuski parowiec „Saint Emilion” (1112 BRT), płynący z ładunkiem azotanów i amoniaku ze Skien do Rouen (na pozycji 50°49′N 0°47′E/50,816667 0,783333) .
1 sierpnia 1917 roku komendę nad SM UC-65 objął kpt. mar. Max Viebeg, dowodzący uprzednio UC-10, UB-20 i UB-32 . 19 sierpnia na postawionej przez okręt podwodny nieopodal Cherbourga minie zatonęła zbudowana w 1911 roku francuska pogłębiarka „General Du Temple” (585 BRT), a na jej pokładzie zginęło siedem osób (na pozycji 49°43′N 1°34′W/49,716667 -1,566667) . 25 sierpnia U-Boot zatopił dwa parowce: zbudowany w 1916 roku norweski „Garm” o pojemności 725 BRT, transportujący węgiel z Garston do Rouen (na pozycji 50°19′N 3°29′W/50,316667 -3,483333, bez strat w ludziach)  oraz pochodzący z 1893 roku duński „Nerma” (689 BRT), płynący pod balastem z Saint-Malo do Port Talbot, storpedowany w odległości 3,5 Mm na zachód od latarni morskiej Berry Head (w wyniku ataku zginęło siedmiu marynarzy) . 29 sierpnia w odległości 15 Mm na wschód od Barfleur okręt zatrzymał i po zejściu załogi zatopił zbudowany w 1890 roku amerykański drewniany czteromasztowy szkuner „Laura C. Anderson” o pojemności 960 BRT, przewożący ładunek drobnicy z Nowego Orleanu do Francji (na pozycji 49°43′N 0°55′W/49,716667 -0,916667) . Dwa dni później U-Boot storpedował w odległości 7–8 Mm na południowy wschód od latarni morskiej Berry Head zbudowany w 1902 roku grecki parowiec „Erissos” o pojemności 2885 BRT, przewożący ładunek węgla, koksu i benzolu z Newcastle upon Tyne do Savony (statek został uratowany przez wyrzucenie na brzeg, a później podniesiony) . 1 września w odległości 5 Mm na południowy wschód od latarni morskiej Berry Head załoga U-Boota zatopiła zbudowany w 1882 roku francuski parowiec „Peronne” (3342 BRT), płynący pod balastem z Hawru do Barry (obyło się bez strat w ludziach) .
4 września nowym dowódcą UC-65 został mianowany kpt. mar. Claus Lafrenz, dowodzący wcześniej UB-18 . 25 września w odległości 100 Mm na północny zachód od Ouessant okręt zatrzymał i po zejściu załogi zatopił zbudowany w 1900 roku amerykański drewniany bark „Paolina” o pojemności 1337 BRT, przewożący drut kolczasty i olej z Nowego Jorku do Hawru (na pozycji 48°37′N 8°45′W/48,616667 -8,750000) . 3 października u wybrzeży Devonu UC-65 zatopił zbudowany w 1900 roku włoski parowiec „Tasmania” o pojemności 3662 BRT, przewożący ładunek węgla z West Hartlepool do Civitavecchia . 18 października na postawionej nieopodal La Poterie-Cap-d’Antifer przez U-Boota minie zatonął bez strat w załodze zbudowany w 1903 roku brytyjski kuter HMD „Comrades” (63 BRT) . 31 października u wybrzeży Devonu okręt storpedował bez ostrzeżenia i zatopił zbudowany w 1899 roku brytyjski parowiec „North Sea” o pojemności 1711 BRT, transportujący węgiel z West Hartlepool do Pauillac (w wyniku ataku zginął jeden członek załogi)  . 2 listopada u wybrzeży Devonu U-Boot storpedował i uszkodził zbudowany w 1904 roku brytyjski parowiec „Branksome Hall” (4262 BRT), przewożący wagony, siano i zaopatrzenie dla kantyn z Manchesteru do Devonport (nikt nie zginął) .

### Zatopienie okrętu
3 listopada przebywający na przeciwpodwodnym patrolu brytyjski okręt podwodny HMS C15, dowodzony przez kpt. mar. Hippisleya Dolphina, o 14:42 zauważył płynącego na powierzchni UC-65. O 15:15 brytyjska jednostka wystrzeliła z odległości 400 metrów dwie torpedy, z których jedna trafiła. UC-65 utracił rufę i natychmiast zatonął na pozycji 50°31′N 0°27′E/50,516667 0,450000 . Ocalało pięciu członków załogi, znajdujących się w momencie trafienia na pomoście – dowódca (kpt. Lafrenz), oficer wachtowy oraz trzech marynarzy, a śmierć poniosło 22 pozostałych załogantów. Uratowani niemieccy podwodniacy zostali wzięci do niewoli.

### Podsumowanie działalności bojowej
SM UC-65 odbył 11 rejsów operacyjnych, w wyniku których zatonęło 105 statków o łącznej pojemności 116 218 BRT i stawiacz min o wyporności 11 000 ton, a 11 statków o łącznej pojemności 68 516 BRT i niszczyciel o wyporności 850 ton zostało uszkodzonych . Na pokładach zatopionych i uszkodzonych jednostek zginęło co najmniej 255 osób, w tym 45 na HMS „Tartar”  . Pełne zestawienie zadanych przez niego strat przedstawia poniższa tabela :
| Data                 | Nazwa                     | Państwo            | Tonaż       | Los jednostki |
| -------------------- | ------------------------- | ------------------ | ----------- | ------------- |
| 8 lutego 1917        | „Guillaume Tell”          | Francja            | 148         | zatopiony     |
| 8 lutego 1917        | „Mary Ann”                | Wielka Brytania    | 17          | zatopiony     |
| 10 lutego 1917       | „Sallagh”                 | Wielka Brytania    | 325         | zatopiony     |
| 11 lutego 1917       | „Lycia”                   | Wielka Brytania    | 2715        | zatopiony     |
| 11 lutego 1917       | „Olivia”                  | Wielka Brytania    | 242         | zatopiony     |
| 11 lutego 1917       | „Voltaire”                | Wielka Brytania    | 409         | zatopiony     |
| 12 lutego 1917       | „Pinna”                   | Wielka Brytania    | 6288        | uszkodzony    |
| 13 lutego 1917       | „Friendship”              | Wielka Brytania    | 37          | zatopiony     |
| 13 lutego 1917       | „Zircon”                  | Wielka Brytania    | 48          | zatopiony     |
| 14 lutego 1917       | „Ferga”                   | Wielka Brytania    | 791         | zatopiony     |
| 14 lutego 1917       | „Greenland”               | Wielka Brytania    | 1753        | zatopiony     |
| 14 lutego 1917       | „Inishowen Head”          | Wielka Brytania    | 3050        | zatopiony     |
| 14 lutego 1917       | „Margarita”               | Wielka Brytania    | 375         | zatopiony     |
| 15 lutego 1917       | „Afton”                   | Wielka Brytania    | 1156        | zatopiony     |
| 15 lutego 1917       | „Kyanite”                 | Wielka Brytania    | 564         | zatopiony     |
| 16 lutego 1917       | „Queenswood”              | Wielka Brytania    | 2710        | zatopiony     |
| 16 lutego 1917       | „Ville De Bayonne”        | Francja            | 1301        | zatopiony     |
| 19 lutego 1917       | „Alice”                   | Francja            | 18          | zatopiony     |
| 19 lutego 1917       | „Brigade”                 | Wielka Brytania    | 425         | zatopiony     |
| 19 lutego 1917       | „Justine Marie”           | Belgia             | 16          | zatopiony     |
| 19 lutego 1917       | „Saint Louis De Gonzague” | Francja            | 53          | zatopiony     |
| 19 lutego 1917       | „Skrim”                   | Norwegia           | 727         | zatopiony     |
| 19 lutego 1917       | „Violette”                | Francja            | 36          | zatopiony     |
| 25 lutego 1917       | „Saint Joseph”            | Francja            | 42          | zatopiony     |
| 25 lutego 1917       | „Vigda”                   | Norwegia           | 1851        | zatopiony     |
| 26 lutego 1917       | „Alberdina”               | Holandia           | 134         | zatopiony     |
| 26 lutego 1917       | „Algiers”                 | Wielka Brytania    | 2361        | zatopiony     |
| 26 lutego 1917       | „Hannah Croasdell”        | Wielka Brytania    | 151         | zatopiony     |
| 27 lutego 1917       | „Brunette”                | Francja            | 104         | zatopiony     |
| 27 lutego 1917       | HMT „Evadne”              | Royal Navy         | 189         | zatopiony     |
| 28 lutego 1917       | „Marie Joseph”            | Francja            | 192         | zatopiony     |
| 28 lutego 1917       | „Sjøstad”                 | Norwegia           | 1155        | zatopiony     |
| 1 marca 1917         | „Germaine”                | Francja            | 24          | zatopiony     |
| 1 marca 1917         | „Bout De Zan”             | Francja            | 13          | zatopiony     |
| 1 marca 1917         | „Diamond Cross”           | Belgia             | 29          | zatopiony     |
| 1 marca 1917         | „Drina”                   | Wielka Brytania    | 11 483      | zatopiony     |
| 1 marca 1917         | „Elise II”                | Francja            | 48          | zatopiony     |
| 1 marca 1917         | „Elorn”                   | Francja            | 603         | zatopiony     |
| 1 marca 1917         | „General Radiguet”        | Francja            | 24          | zatopiony     |
| 1 marca 1917         | HMHS „Glenart Castle”     | Royal Navy         | 6824        | uszkodzony    |
| 1 marca 1917         | „Homocea”                 | Francja            | 58          | zatopiony     |
| 1 marca 1917         | „Joseph Adolphine”        | Francja            | 21          | zatopiony     |
| 1 marca 1917         | „Notre Dame De Lourdes”   | Francja            | 47          | zatopiony     |
| 1 marca 1917         | „Reine des Anges”         | Francja            | 47          | zatopiony     |
| 1 marca 1917         | „Saint Joseph”            | Francja            | 20          | zatopiony     |
| 1 marca 1917         | „Sainte Famille”          | Francja            | 25          | zatopiony     |
| 1 marca 1917         | „Seigneur”                | Francja            | 53          | zatopiony     |
| 1 marca 1917         | „Sarus”                   | Wielka Brytania    | brak danych | uszkodzony    |
| 24 marca 1917        | „Bruyere”                 | Francja            | 100         | zatopiony     |
| 24 marca 1917        | „Ennistown”               | Wielka Brytania    | 689         | zatopiony     |
| 24 marca 1917        | „Fairearn”                | Wielka Brytania    | 592         | zatopiony     |
| 24 marca 1917        | „Howe”                    | Wielka Brytania    | 175         | zatopiony     |
| 24 marca 1917        | „Korsnaes”                | Norwegia           | 732         | zatopiony     |
| 25 marca 1917        | „Adenwen”                 | Wielka Brytania    | 3798        | zatopiony     |
| 25 marca 1917        | „Brandon”                 | Wielka Brytania    | 130         | zatopiony     |
| 25 marca 1917        | „Fringante”               | Francja            | 124         | zatopiony     |
| 25 marca 1917        | „Poseidon”                | Królestwo Grecji   | 2589        | zatopiony     |
| 27 marca 1917        | „Kelvinhead”              | Wielka Brytania    | 3063        | zatopiony     |
| 28 marca 1917        | „Ardglass”                | Wielka Brytania    | 778         | zatopiony     |
| 28 marca 1917        | „Dagali”                  | Norwegia           | 742         | zatopiony     |
| 28 marca 1917        | „Harvest Home”            | Wielka Brytania    | 103         | zatopiony     |
| 28 marca 1917        | „Laima”                   | Republika Rosyjska | 148         | zatopiony     |
| 28 marca 1917        | „Snowdon Range”           | Wielka Brytania    | 4662        | zatopiony     |
| 28 marca 1917        | „Wychwood”                | Wielka Brytania    | 1985        | zatopiony     |
| 28 marca 1917        | „Guillemot”               | Wielka Brytania    | brak danych | zatopiony     |
| 30 marca 1917        | „Peveril”                 | Royal Navy         | 1459        | uszkodzony    |
| 6 kwietnia 1917      | „Thelma”                  | Norwegia           | 1350        | zatopiony     |
| 7 kwietnia 1917      | „Lapland”                 | Wielka Brytania    | 18 565      | uszkodzony    |
| 9 kwietnia 1917      | „New York”                | Stany Zjednoczone  | 10 798      | uszkodzony    |
| 26 kwietnia 1917     | „Agnes Cairns”            | Wielka Brytania    | 146         | zatopiony     |
| 26 kwietnia 1917     | „Athole”                  | Wielka Brytania    | 150         | zatopiony     |
| 26 kwietnia 1917     | „Bretagne Et Vendee”      | Francja            | 79          | zatopiony     |
| 27 kwietnia 1917     | „Burrowa”                 | Wielka Brytania    | 2902        | zatopiony     |
| 28 kwietnia 1917     | „Alu Mendi”               | Hiszpania          | 2104        | zatopiony     |
| 1 maja 1917          | „Helen”                   | Wielka Brytania    | 322         | zatopiony     |
| 1 maja 1917          | „Ivrig”                   | Norwegia           | 1197        | zatopiony     |
| 1 maja 1917          | „W.D. Potts”              | Wielka Brytania    | 112         | zatopiony     |
| 2 maja 1917          | „Amber”                   | Wielka Brytania    | 401         | zatopiony     |
| 2 maja 1917          | „Derrymore”               | Wielka Brytania    | 485         | zatopiony     |
| 2 maja 1917          | „Dora”                    | Wielka Brytania    | 296         | zatopiony     |
| 2 maja 1917          | „Earnest”                 | Wielka Brytania    | 111         | zatopiony     |
| 2 maja 1917          | „Morion”                  | Wielka Brytania    | 299         | zatopiony     |
| 2 maja 1917          | „Saint Mungo”             | Wielka Brytania    | 402         | zatopiony     |
| 2 maja 1917          | „Taizan Maru”             | Japonia            | 3527        | zatopiony     |
| 4 maja 1917          | „New Design No. 2”        | Wielka Brytania    | 66          | zatopiony     |
| 4 maja 1917          | „Pilar De Larrinaga”      | Wielka Brytania    | 4136        | zatopiony     |
| 4 maja 1917          | „Strumble”                | Wielka Brytania    | 45          | zatopiony     |
| 4 maja 1917          | „Victorious”              | Wielka Brytania    | 39          | zatopiony     |
| 7 maja 1917          | „Maude”                   | Wielka Brytania    | 93          | zatopiony     |
| 8 maja 1917          | „San Patricio”            | Wielka Brytania    | 9712        | uszkodzony    |
| 22 maja 1917         | HMT „Merse”               | Royal Navy         | 296         | zatopiony     |
| 17 czerwca 1917      | HMT „Fraser”              | Royal Navy         | 310         | zatopiony     |
| 17 czerwca 1917      | HMS „Tartar”              | Royal Navy         | 850         | uszkodzony    |
| 18 czerwca 1917      | „Gauntlet”                | Wielka Brytania    | 58          | zatopiony     |
| 18 czerwca 1917      | „Vaering”                 | Dania              | 2157        | zatopiony     |
| 19 czerwca 1917      | „Morinier”                | Wielka Brytania    | 3804        | uszkodzony    |
| 24 czerwca 1917      | „Aghia Paraskevi”         | Królestwo Grecji   | 2795        | zatopiony     |
| 24 czerwca 1917      | „Constantinos”            | Królestwo Grecji   | 3014        | zatopiony     |
| 24 czerwca 1917      | „Kong Haakon”             | Norwegia           | 2231        | zatopiony     |
| 24 czerwca 1917      | „Taigetos”                | Królestwo Grecji   | 2961        | zatopiony     |
| 25 czerwca 1917      | „Petritzis”               | Królestwo Grecji   | 3692        | zatopiony     |
| 28 czerwca 1917      | „Lizzie Ellen”            | Wielka Brytania    | 114         | zatopiony     |
| 20 lipca 1917        | „Fluent”                  | Wielka Brytania    | 3660        | zatopiony     |
| 26 lipca 1917        | HMS „Ariadne”             | Royal Navy         | 11 000      | zatopiony     |
| 27 lipca 1917        | „Bellagio”                | Wielka Brytania    | 3919        | uszkodzony    |
| 27 lipca 1917        | „Candia”                  | Wielka Brytania    | 6482        | zatopiony     |
| 28 lipca 1917        | „Saint Emilion”           | Francja            | 1112        | zatopiony     |
| 19 sierpnia 1917     | „General Dutemple”        | Francja            | 585         | zatopiony     |
| 25 sierpnia 1917     | „Garm”                    | Norwegia           | 725         | zatopiony     |
| 25 sierpnia 1917     | „Nerma”                   | Dania              | 689         | zatopiony     |
| 29 sierpnia 1917     | „Laura C. Anderson”       | Stany Zjednoczone  | 960         | zatopiony     |
| 31 sierpnia 1917     | „Erissos”                 | Królestwo Grecji   | 2885        | uszkodzony    |
| 1 września 1917      | „Peronne”                 | Francja            | 3342        | zatopiony     |
| 25 września 1917     | „Paolina”                 | Stany Zjednoczone  | 1337        | zatopiony     |
| 3 października 1917  | „Tasmania”                | Włochy             | 3662        | zatopiony     |
| 18 października 1917 | HMD „Comrades”            | Royal Navy         | 63          | zatopiony     |
| 31 października 1917 | „North Sea”               | Wielka Brytania    | 1711        | zatopiony     |
| 2 listopada 1917     | „Branksome Hall”          | Wielka Brytania    | 4262        | uszkodzony    |
| RAZEM                | RAZEM                     | zatopione:         | zatopione:  | 106           |
| RAZEM                | RAZEM                     | uszkodzone:        | uszkodzone: | 12            |